# NGC 1492
NGC 1492 is een spiraalvormig sterrenstelsel in het sterrenbeeld Eridanus. Het hemelobject werd op 28 november 1837 ontdekt door de Britse astronoom John Herschel.

## Synoniemen
- PGC 14186
- ESO 359-12
- IRAS 03563-3535